# Haumea-Gletscher
Der Haumea-Gletscher ist ein Gletscher an der Ostküste der Alexander-I.-Insel vor der Westküste der Antarktischen Halbinsel. Von der LeMay Range fließt er in nordöstlicher Richtung und mündet gemeinsam mit dem aus Norden kommenden Jupiter-Gletscher in den George-VI-Sund.
Das UK Antarctic Place-Names Committee benannte ihn 2010 nach dem Zwergplaneten (136108) Haumea.